# 查爾斯·霍斯金森
查爾斯·霍斯金森（英語：Charles Hoskinson，1987年11月5日—）是區塊鏈平台卡尔达诺的創辦人 ，同時也是以太坊的共同創辦人之一。 

## 生涯
他曾經在丹佛大都會州立學院和科羅拉多大學波德分校研讀解析數論。
在 2013 年時，霍斯金森辭去了他的諮商工作並開始一個名為比特幣教育計畫的專案。根據霍斯金森本人的說法：「有限數量的供給使得比特幣就像是數位黃金」。

### 以太坊
霍斯金森於 2013 年尾加入以太坊的初始創立團隊 (八位創始人之一)，與維塔利克·布特林一同工作。 於 2014 年時，霍斯金森認為以太坊應朝商業化方向發展，而布特林則認為以太坊應向非營利組織發展，兩人想法有所出入，最後布特林將霍斯金森於團隊中開除。  在離開團隊後，霍斯金森休息了六個月。 

### IOHK & 卡爾達諾
前以太坊團隊的同事傑米·伍德在之後聯繫了霍斯金森，並開始了一個新的計畫 IOHK (Input Output Hong Kong)。該計畫透過工程與研究的方式，發展加密貨幣與區塊鍊的相關的技術。 IOHK 的主要計畫卡爾達諾是一個公開的區塊鍊與智能合約平台，主要發行的代幣為 ADA。 

### 與大學合作
於 2017 年時，霍斯金森與 IOHK 贊助了愛丁堡大學與東京工業大學中與區塊鍊研究相關的實驗室。 在 2020 年時，霍斯金森在懷俄明大學中開始了與區塊鍊相關的研究，而該合作 (UWYO-IOHK 先進與發展區塊鍊實驗室) 中包含了一筆 500,000 美元的贊助。同時， IOHK 也與愛丁堡大學的首席科學家阿傑洛斯·基亞斯有合作。 

### 對比特幣看法
根據霍斯金森的看法，比特幣的成長與算力消耗機制是必然的結果，對此部分的說法是：「比特幣現在的能量消耗 (2021) 是 2017 年尖峰的四倍，而這注定會越來越嚴重。能量效率不足是比特幣與生俱來的 DNA」。

## 另見
- 維塔利克·布特林 – 以太坊創辦人
- 格林·伍德（英语：Gavin Wood） – 以太坊共同創辦人與前技術長(CTO)
- 喬瑟夫·盧賓（英语：Joseph Lubin (entrepreneur)） – 以太坊共同創辦人

## 外部連結
- IOHK Page （页面存档备份，存于）
- 查爾斯·霍斯金森的X（前Twitter）